# ホットスプリングス国立公園

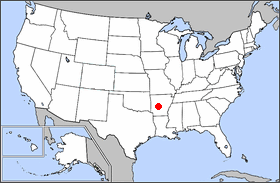
ホット・スプリングス国立公園の位置

ホット・スプリングス国立公園（ホット・スプリングスこくりつこうえん、Hot Springs National Park）は、アーカンソー州中心部、ホット・スプリングス市に隣接する米国の国立公園である。当初は、ホット・スプリングス保護地区（Hot Springs Reservation）として、1832年4月20日、米国議会の法律により設立されたが、1921年3月4日、国立公園となった。面積は22.46 km²（5,550エーカー）で、米国で1番狭い国立公園でもある。
Hot Springs とは英語で熱水泉（温泉）のこと。温泉は、ウォシタ山地の一部であるホット・スプリングス山の西斜面から流れる。公園内では、温泉は自然の表面現象としてそのままの状態で守られてきたわけではない。その代わりに、一般公衆用の汚染されていない湯を何とか枯渇させないようにされてきた。公園内の山も、温泉を供給する水の循環を保護するため、この哲学にしたがって管理されている。
人々は、リウマチ、その他の病気の治療のために、200年以上の間、湯治場で温泉の湯を使ってきた。また、大戦中、大戦後には傷病者の看護のための病院施設が多数設けられた過去も持つ。保護地区ではあったが、この地域は、世界中から裕福な湯治客だけでなく、貧しい湯治客も惹きつけ、「アメリカの温泉街」（The American Spa）と呼ばれる有名なリゾートに発展した。
公園は、ホット・スプリングスの中心街の一部を含み、国立公園の中で最も行きやすい公園の1つである。数多くのハイキング用の道、キャンプ場がある。温泉に入ることはできるが、追加料金がかかる。「バスハウス通り」（Bathhouse Row）地域全体が、アメリカ国定歴史建造物地区となっている。この地区には、北米の同種のバスハウスが見事に集まっており、金ぴか時代の建築様式の傑出した多くの実例がある。バスハウス通りにあるフォーダイス・バスハウス （Fordyce Bathhouse）は、公園のビジター・センターとして利用されている。バックスタッフ（Buckstaff）は、現在、元の大きさで営業している唯一のバスハウスである。通りの他の建物は、現在屋内の復旧工事中である。

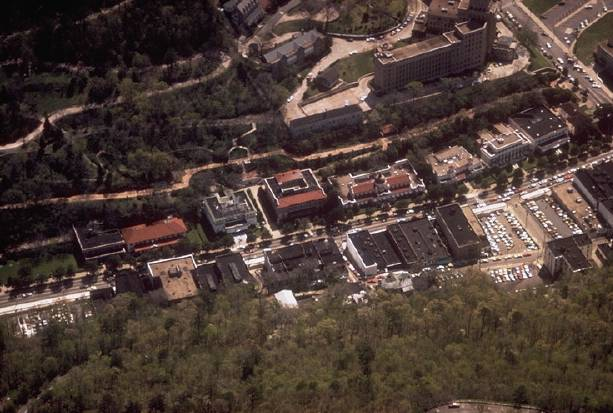
歴史的価値のあるバスハウス通りが見えるホット・スプリングス国立公園の航空写真。左から4番目の建物がビジター・センターとして用いられているフォーダイス・バスハウス

公園は近年ますます人気が高まってきており、2003年には来園者数が1,500,000人を超えた（2006年は1,273,456人）。観光客以外の来園者も2,500,000人にのぼる。 開園時間は午前10時から午後5時まで。

## 参照
1. ↑  “Hot Springs National Park” (2022年10月13日). 2022年12月3日閲覧。